# Lodín
Lodín är en ort i Tjeckien.   Den ligger i regionen Hradec Králové, i den centrala delen av landet, 90 km öster om huvudstaden Prag. Lodín ligger 255 meter över havet och antalet invånare är 303.
Terrängen runt Lodín är platt. Runt Lodín är det ganska tätbefolkat, med 60 invånare per kvadratkilometer. Närmaste större samhälle är Hradec Králové, 17,2 km öster om Lodín. Trakten runt Lodín består till största delen av jordbruksmark.